# ソフトウェア情報センター
一般財団法人ソフトウェア情報センター（ソフトウェアじょうほうセンター、Software Information Center）は、ソフトウェアに関する調査研究等を行う一般財団法人。以前は経済産業省および文部科学省所管の財団法人だったが、公益法人制度改革に伴い2011年4月1日に一般財団法人に移行。略称SOFTIC（ソフティック）。
附属機関に特許・技術情報センター及びソフトウェア紛争解決センターがある。

## 概要
- 所在：東京都港区西新橋3-16-11 愛宕イーストビル14階
- 理事長：野村豊弘

## 事業
- ソフトウェア等の権利保護に関する調査研究及び情報提供
- ソフトウェアプロダクトに関する普及啓発及び調査研究
- プログラムの著作物に係る登録事務及び調査研究
- 半導体集積回路の回路配置利用権に関する設定登録等事務並びに関連する調査研究及び情報提供
- ソフトウェア関連技術の動向に係る情報の収集
- 各種情報提供